# Domokos Tisza
Domokos Tisza (n. 27 octombrie 1837, Geszt, Districtul Sarkad, Békés, Ungaria – d. 21 iunie 1856, Geszt, Districtul Sarkad, Békés, Ungaria) a fost un poet maghiar, mort la o vârstă fragedă.

## Biografie
A fost un descendent decedat timpuriu al familiei nobiliare Tisza. Era fiul lui Lajos Tisza, comite al comitatului Bihor, și al contesei Júlia Teleki, și frate mai mic al lui Kálmán Tisza, viitor prim-ministru al Regatului Ungariei (1875-1890). 
A învățat timp de zece ani, începând din 1846, cu naturalistul János Kovács (1816-1906), care i-a fost profesor particular. Acesta i-a predat limbile străine, istoria, științele naturale, matematica și limbile clasice greacă și romană, tânărul ajungând să citească cu ușurință scrierile lui Homer. 
La vârsta de paisprezece ani Domokos Tisza s-a familiarizat cu capodoperele poeziei maghiare, germane și franceze, iar apoi și cu cele ale poeziei engleze. Kovács i-a predat timp de jumătate de an, în perioada 1851-1852, și apoi încă două luni opera poetică a lui János Arany, care i-a influențat tânărului aspirațiile poetice. 
Domokos Tisza s-a îmbolnăvit de tuberculoză, iar părinții săi l-au dus în toamna anului 1854 în Italia, iar în iarna următoare în Egipt pentru a încerca să-i salveze viața. A murit la 21 iunie 1856, la vârsta de 19 ani. 
O parte din cele peste două sute de poezii au fost publicate de János Arany în ziarul Pesti Napló. Poeziile scrise de Domokos Tisza au fost adunate de mama lui, contesa Júlia Teleki, și au fost publicate tot de János Arany în volumul Tisza Domokos hátrahagyott versei (Poeziile postume ale lui Domokos Tisza), apărut în 1857 la Pesta. O a doua ediție a fost publicată în 1889 de editura Olcsó Könyvtár, cu o prefață semnată de Arany.